# 演算星組
株式会社演算星組（えんざんほしぐみ）は、1985年に設立された ソフトウェア会社。Macintosh用ソフトウェア開発の草分けでもある。

## 主なパッケージソフト
日本版 - for Macintosh
- 1985年　電脳絵巻シリーズ・天の巻
- 1986年　電脳絵巻シリーズ・地の巻
- 1986年　Mac書道
- 1987年　干支キャラクターシリーズ
- 1987年　電脳絵巻シリーズ・器の巻
- 1987年　Cyber Note「電脳手帳」
- 1988年　日本語入力システム「風」（MS-DOS版）
- 1989年　サイバースペースデッキ
- 1991年　仮想雀荘 マックポン
- 1994年　仮想雀荘 マックポンII
- 1996年　Mac書道pro
- 1997年　世界遺産 時を超える旅～都市編～　販売：富士通
- 1998年　電脳大歳時記「葉画記」
- 1999年　Mac書道・山水
- 2004年　Win書道（Windows版）　販売：ソースネクスト

## 書籍、その他
- 1989年「電脳都市感覚」NTT出版
- 1990年「Macでデザイン」演算星組+ ペヨトル工房
- 1993年「書画ツクール—ログイン版PC書道」ASCII出版